# Brand Bierbrouwerij

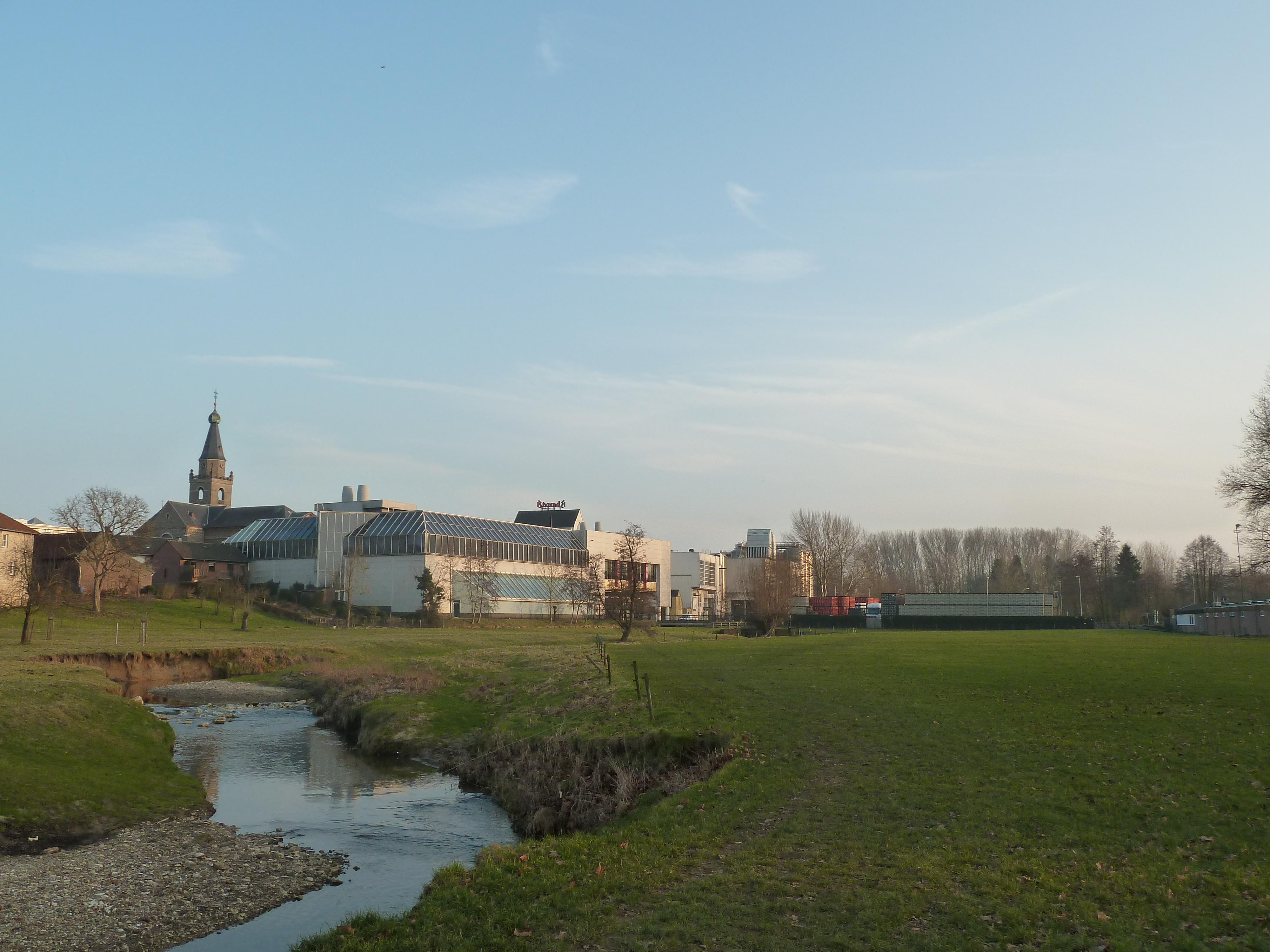
Brand Bierbrouwerij gezien vanuit het noordwesten

Brand Bierbrouwerij was een Nederlandse bierbrouwerij te Wijlre in de gemeente Gulpen-Wittem. Volgens eigenaar Heineken is Brand 'mogelijk' de oudste bierbrouwerij van Nederland. Al sinds 1340 zou er in de heerlijkheid Wijlre bier worden gebrouwen. Met absolute zekerheid staat slechts vast dat op dezelfde locatie waar thans in Wijlre bier gebrouwen wordt, zich ook al in 1755 een bierbrouwerij bevond. De claim dat Brand mogelijk de oudste brouwerij van Nederland is, is daarom nogal dubieus. Waarschijnlijk is Bavaria thans de oudste brouwerij van Nederland, aangezien deze al aantoonbaar sinds 1680 op dezelfde locatie in Lieshout is gevestigd.
In september 2022 maakte het moederconcern Heineken bekend dat er in Wijlre geen Brand pils meer gebrouwen zal worden. De productie hiervan is verplaatst naar de brouwerijen in Den Bosch en Zoeterwoude. 

## Geschiedenis

### Bierbrouwen in Wijlre
Het Kleerbuch dess Gerichts und Freiherlichkeit Wyler dateert uit het eerste kwart van de 15e eeuw, waarschijnlijk omstreeks 1420. Het beschrijft de rechten en plichten van de dorpsheer van de heerlijkheid Wijlre. Het is een plechtige bevestiging van zeer oude rechten.
Hierin wordt ook het banpanhuisrecht beschreven. Dat houdt in dat er in de heerlijkheid slechts een brouwerij, het panhuis, kan zijn waarvan de brouwer aangesteld wordt door de schepenen. Alleen hij mag bier verkopen aan de inwoners en niemand anders. Alleen zieken en zogende vrouwen mogen bier van buiten laten komen. Dit mag ook wanneer de brouwer niet kan leveren. Deze rechten werden streng bewaakt om de import van bier uit nabijgelegen dorpen, maar vooral uit de talrijke brouwerijen van Maastricht, te weren. Bier wordt in de Limburgse dorpen en in Maastricht al vanaf vroeg in de middeleeuwen gebrouwen.
De eerste vermelding van een brouwerij te Wijlre is in de bewaard gebleven jaarrekening van rentmeester Jacob Passart uit 1485-1485 waarin de inkomsten uit de brouwerij vermeld staan. De archieven van Wijlre geven over de uitoefening van het panhuisrecht in de volgende eeuwen vrijwel geen gegevens. Zo weten we niet of er steeds een functionerende banpanhuisbrouwer geweest is.
In 1732 is er een conflict tussen de pastoor en de heer. Bij gebrek aan een brouwer was er een tijd niet gebrouwen. De heer had nog geen nieuwe brouwer aangesteld en de pastoor die naast het panhuis woonde opende het gebouw om daarmee een tweetal dorpelingen, eenmaal een buurman en eenmaal zelfs burgemeester Hendrik Kicken gelegenheid te geven daar te brouwen. De heer nam dit niet en kwam met twee gewapende lieden. Hij verwijderde het brouwmateriaal en liet, toen hij toch bezig was, de vijver van de pastoor doorsteken en leeglopen naar de Geul. Hij brak ook nog diens tuinhuis af en vroeg en kreeg openlijke verontschuldigingen.
Het banpanhuis brandt in 1743 af. De uitoefening van het banaal panhuisrecht wordt dan tegen een vergoeding verstrekt aan Joannes Tack die het brouwbedrijf in zijn woonhuis gaat uitoefenen. Jan Pieter Tack, 1759-1828, wordt na het overlijden van zijn vader in 1781 pachter van het panhuis van de heerlijkheid Wijlre. Hij is dan ook schepen van Wijlre. Hij laat de werkzaamheden verrichten door onderpachters eerst Wilhelmus Kicken daarna Herman Joseph Wiertz.
Na de komst van de Fransen in 1795 weigert hij de functie van Maire (burgemeester). Hij exploiteert de brouwerij in eigen gebouwen en nog steeds als pachter van het brouwerijrecht. De voormalige heer is, na de opheffing door de Fransen van de heerlijke rechten, weliswaar geen heer meer maar hij is wel nog de eigenaar.
In 1790 koopt Jan Pieter Tack het huis De Kroon naast het panhuis. Hij verhuurt dit aan de herbergier Joannes Wierts. Zijn zoon Petrus Josephus Henricus gaat in 1805 zelf brouwen tot zijn overlijden in 1827. Na diens overlijden komt in 1828 de brouwerij in handen van Karel Joseph L'Ortye, weduwnaar van de jongste dochter Jan Pieter Tack, Anna Maria. Na overlijden van Karel Joseph L'Ortye in 1852 gaat de brouwerij naar zijn zoon Jan Hendrik Hubert L'Ortye, burgemeester van Wijlre van 1854 tot 1866.

### Overgang naar Brand

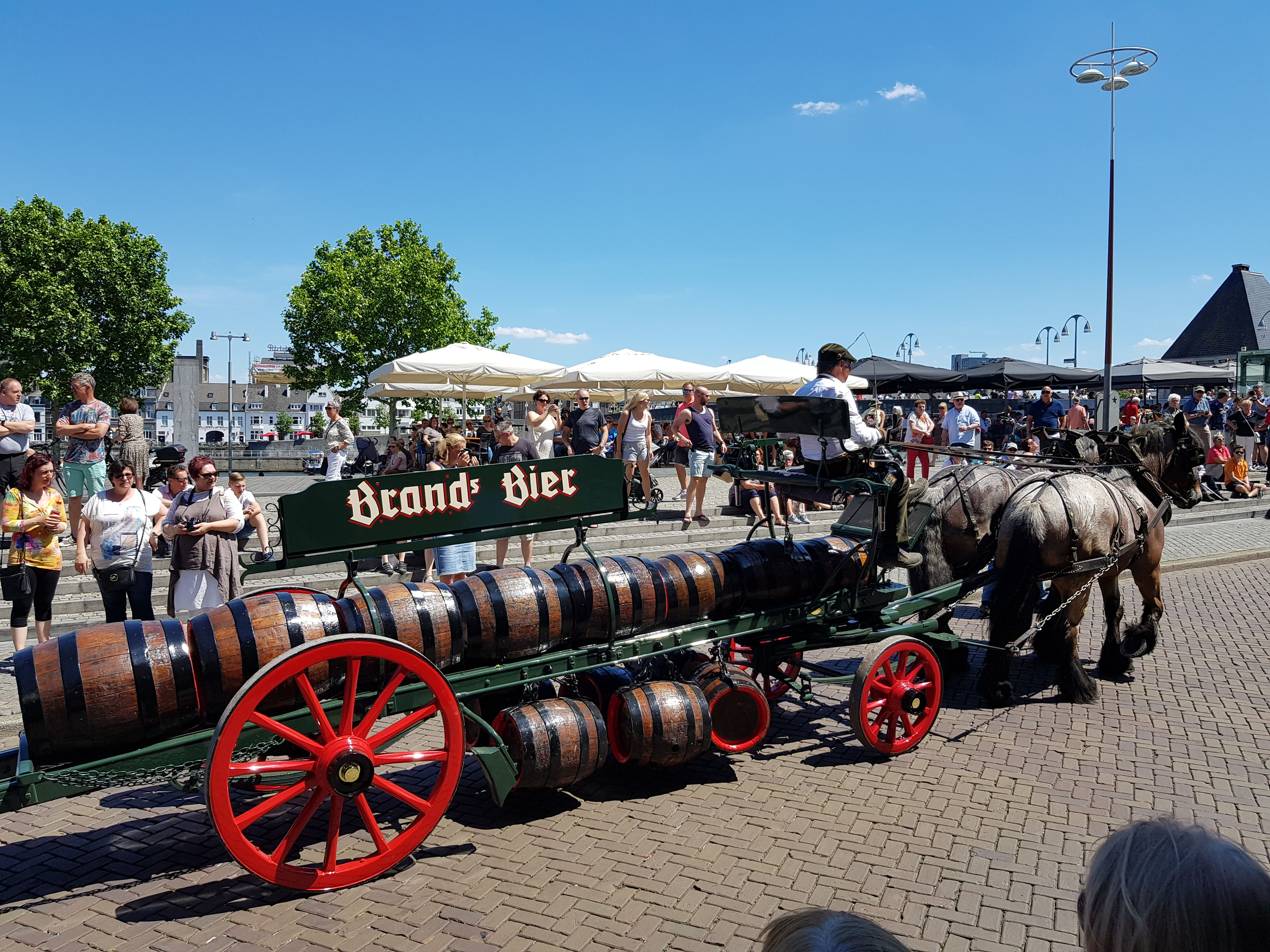

Op 23 december 1871 verkoopt Jan Hendrik Hubert L'Ortye de brouwerij aan Frederik Edmond Brand, bouw- en werktuigkundige te Hedel. Volgens de officiële akte betreft het de aankoop van "het Panhuijs, gelegen te Wijlre aan den Provincialenweg, bestaande in twee afzonderlijk woningen met schuur, stallen, bierbrouwerij en het bakhuis". Frederik Edmond Brand geeft de brouwerij de naam van zijn huis: Bierbrouwerij De Kroon.
De naam Brand is sindsdien verbonden aan de brouwerij, die naast Frederik Edmond gerund wordt door zijn vrouw Anna Brand-Pluijmaekers en zijn zwager Hubert Pluijmaekers.
De zonen van Frederik Edmond en Anna nemen in 1897 de brouwerij over: Henri wordt commercieel directeur en zijn broer Mathieu technisch directeur. Beide heren investeren flink in het bedrijf. Zo wordt een eerste stoommachine van 6 pk aangeschaft, zodat sindsdien de roerwerken in de ketels worden aangedreven met stoomkracht. Handmatig roeren in de ketels is daarmee verleden tijd. De capaciteit wordt daardoor opgevoerd van 75 000 liter per jaar naar 600 000 liter per jaar in 1903.
Als een van de eerste in Nederland wist Brand in 1902 het laaggistende pilsener bier op de markt te brengen. De vraag naar Brand steeg enorm, zeker nu ook buiten Wijlre het bier verkocht ging worden.
In het jaar 1935 neemt de volgende generatie het roer over van Henri en Mathieu. August (Guus), Jan en Frits Brand vormen de nieuwe directie. Niet veel later wordt er ook getekend voor de grootste innovatie in de Brandgeschiedenis: een volledige vernieuwing van de brouwerij, met dubbele capaciteit, welke op 17 november 1937 officieel wordt geopend.
De decennia daarna groeit de afzet van enkele duizenden hectoliters naar een miljoen hectoliter in 2006.
In 1961 wordt de brouwerij hofleverancier en in 1971 volgde het predicaat Koninklijk.
Op 19 april 1989 wordt bekend dat Heineken de brouwerij van de familie Brand heeft overgenomen. Daarmee verloor Brand in 1992 het predicaat hofleverancier, omdat de brouwerij niet meer aan de eisen voor hofleverancier voldeed. De overname brengt een schok teweeg in Limburg, maar Brand bier werd nog steeds enkel in Wijlre gebrouwen.
Enkele jaren na de overname past Heineken het recept voor Brand Pilsener aan bij de heersende smaak en gaat ook over tot pasteuriseren. Hierdoor ging de karakteristieke smaak grotendeels verloren.
Van 1981 tot 1991 exporteert Brand haar bier in de opvallende witte fles naar de Verenigde Staten. Een wereldwijde afzet onder de paraplu van Heineken is vooralsnog niet aan de orde; wel is Brand bier sinds 2002 op tap verkrijgbaar in Italië (voornamelijk Noord-Italië).
In 2006 is de in het dorpsbeeld overheersende karakteristieke betonnen moutsilo gesloopt.
In september 2022 maakte het moederconcern Heineken bekend dat er in Wijlre geen Brand pils meer gebrouwen zal worden. De productie hiervan is verplaatst naar de brouwerijen in Den Bosch en Zoeterwoude. Tijdens het verplaatsingsproces is afscheid genomen van 48 van de 52 medewerkers. De brouwerij in Wijlre zal grotendeels gesloopt worden en er zal onder andere een microbrouwerij voor speciaalbieren geïnstalleerd worden. Ook wil men kleine brouwers de mogelijkheid geven in Wijlre hun bier op grotere schaal te produceren.

### Naamswijzigingen
Tot 1971 droeg de brouwerij de naam: Bierbrouwerij "de Kroon". Deze naam verviel in 1972 toen het predicaat Koninklijk werd verleend.
In de loop der jaren had de brouwerij de volgende namen:
- 1871 F.E. Brand, Bierbrouwerij "de Kroon"
- 1883 Weduwe F.E. Brand, Bierbrouwerij "de Kroon"
- 1901 Firma F. Brand, Bierbrouwerij "de Kroon"
- 1922 Brand's Bierbrouwerij "de Kroon" N.V.
- 1971 Koninklijke Brand's Bierbrouwerij N.V.
- 1973 Koninklijke Brand's Bierbrouwerij B.V.
- 1987 Koninklijke Brand Bierbrouwerij B.V.
- 1991 Brand Bierbrouwerij B.V.

## Bieren

### Brand
- Brand Pilsener (sinds 1902) – 5% alc. – goudgeel bier met lichte hopbitterheid.
- Brand Oud Bruin – 3,5% alc. – typisch laagalcoholisch bier met de lichte smaak van karamel.

#### Seizoensbieren
- Brand Lentebock (sinds 1994) – 6,5% alc. – bovengistend, goudbruin voorjaarsbier
- Brand Dubbelbock (sinds 1987) – 7,5% alc. – bokbier volgens Brand. Volmoutig, roodbruin herfstbier
- Brand Winterbock (sinds 1984) – 7,5% alc. – bovengistend, robijnkleurig winterbier
- Brand Premier Winter (vanaf november 2019, exclusief voor het Brand Proeflokaal) - 8,8% als. - winterbier met tonen van zoethout - winnaar bierbrouwwedstrijd 2019

#### Speciaalbieren
- Brand UP (sinds 1952) – 5,5% alc. – Urtyp Pilsener
- Brand Weizen (sinds 2010) – 5,1% alc. – weizen volgens traditioneel Beiers recept
- Brand Krachtig Blond (sinds 2022) – 7,8% alc. – bovengistend, goudbruin blond bier
- Brand IPA (sinds 2015) – 7,0% alc. – winnaar bierbrouwwedstrijd 2014

#### Alcoholvrij
- Brand Weizen 0.0 - Brand's eerste alcoholvrije bier. Vanaf maart 2018 verkrijgbaar
- Brand IPA 0.0 (sinds 2019)

#### Uit het assortiment
- Brand's Jong Bier
- Brand's Edel Malz (later Edel Malt)
- Brand's Edel Hell
- Brand's Ur-Bock
- Brand's Ex-60
- Brand's Tafelbier
- Brand Sylvester
- Brand Urtyp (verkrijgbaar onder de naam Brand UP)
- Brand Cuvée (speciaal pilsener)
- Brand Pilsbrouwwedstrijd 't Mag 2012
- Brand Saison - winnaar bierbrouwwedstrijd 2015
- Brand Porter (sinds najaar 2016) – 6,0% alc. – winnaar bierbrouwwedstrijd 2016
- Brand Ongefilterd Pilsener (voorjaar 2017) - 5,2%
- Brand Premier Bock (2018, exclusief voor Brand Proeflokalen en Albert Heijn) - 7,5% als. - bokbier met bourbon tonen
- Brand Gose (vanaf 29 maart 2019 in horeca) - 4,8% alc. - winnaar bierbrouwwedstrijd 2018
- Brand Herfst Bier (vanaf september 2018, exclusief voor Jumbo) - 6,2% alc. - roodbruin kruidig herfstbier
- Brand Session IPA (vanaf 8 januari 2018 in horeca; februari 2018 in winkel) - 3,5% alc. - winnaar bierbrouwwedstrijd 2017
- Brand Imperator (sinds 1949) – 6,5% alc. – amberkleurig, volmoutig bokbier

### Overige
- Amstel Pilsener
- Amstel Radler
- Wieckse Witte
- Lagunitas

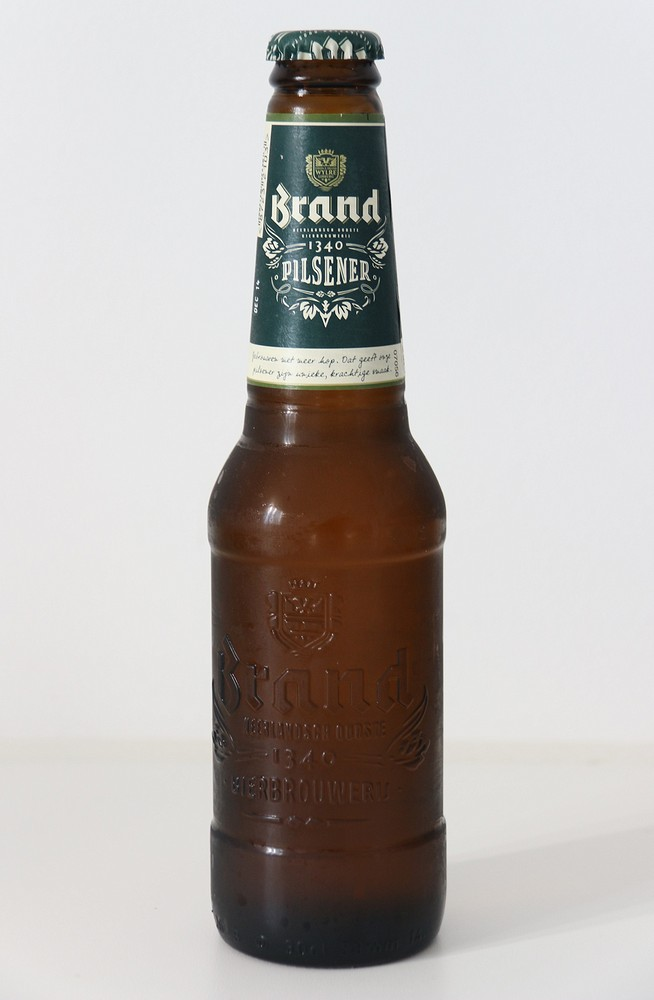
Brand Pilsener
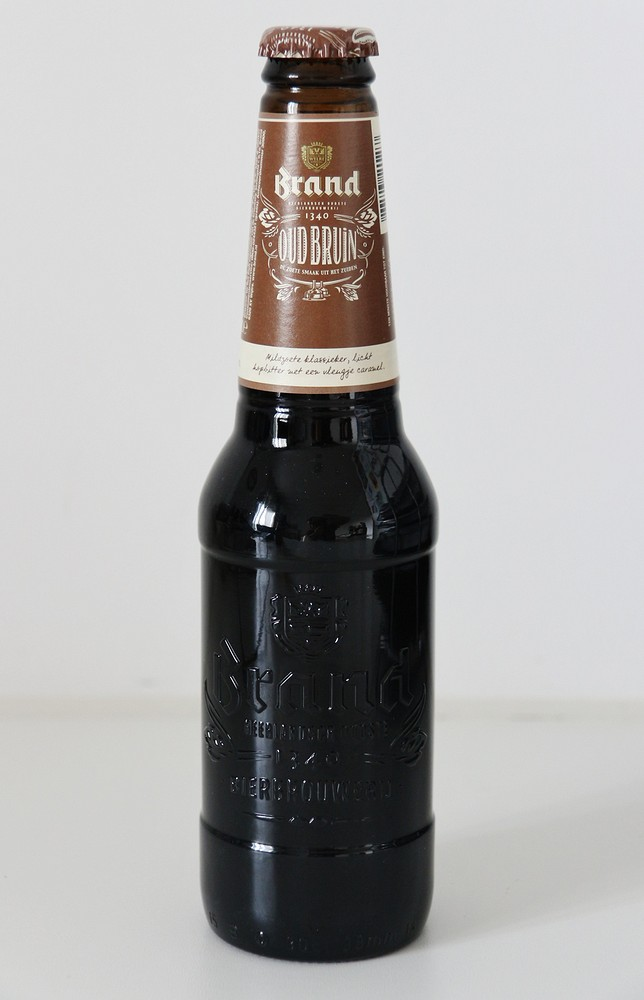
Brand Oud Bruin
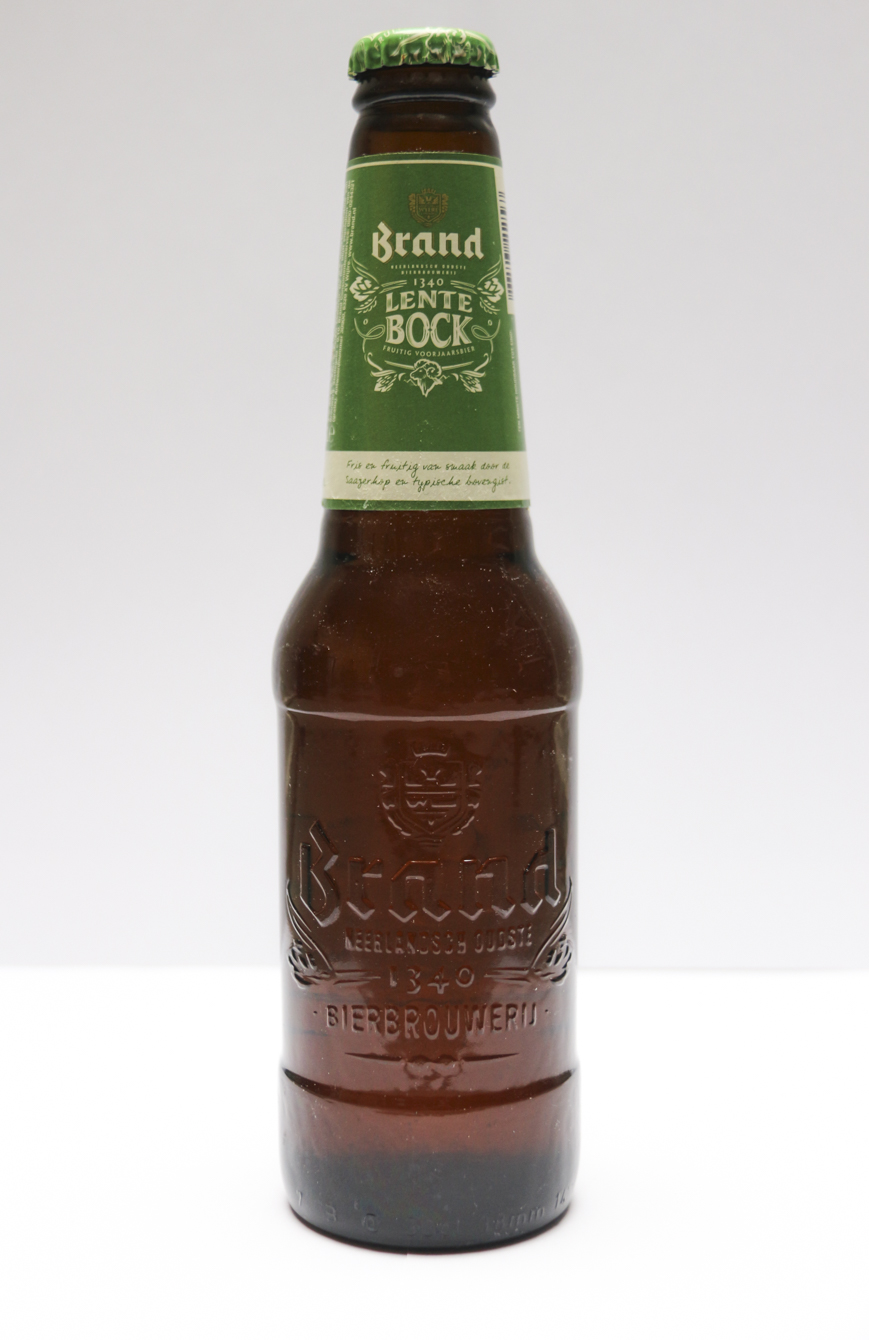
Brand Lentebock
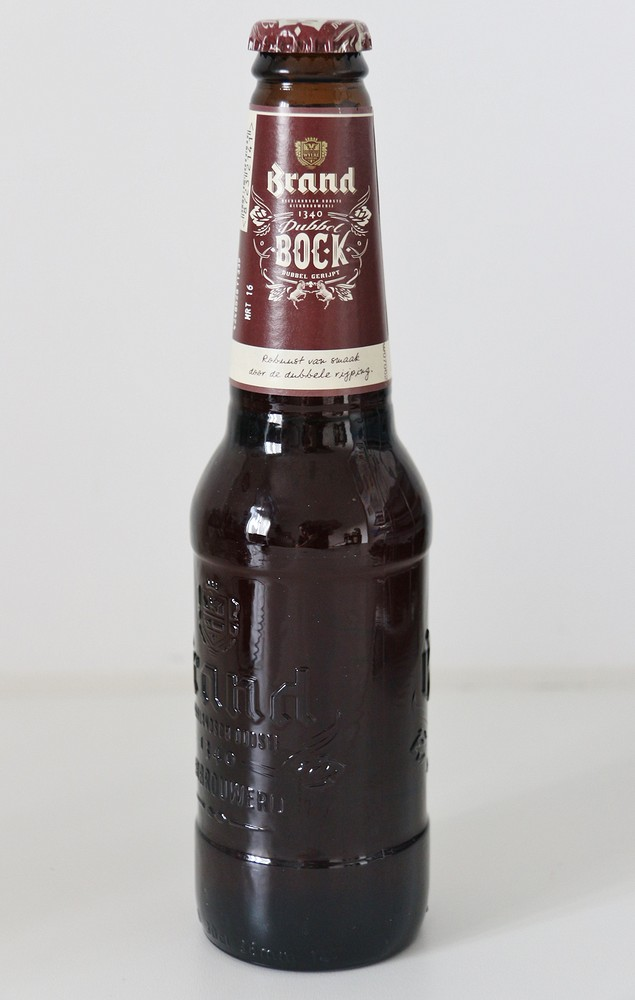
Brand Dubbelbock
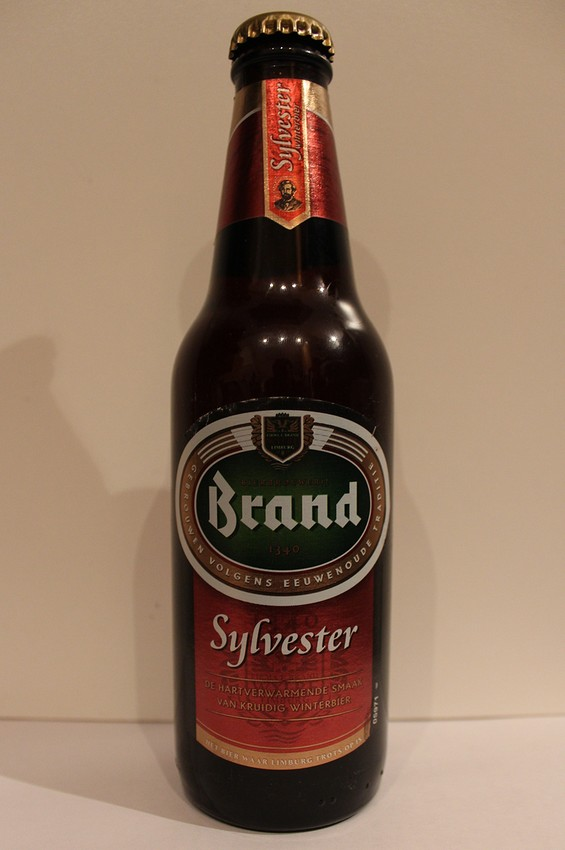
Brand Sylvester (sinds 2019 Winterbock)
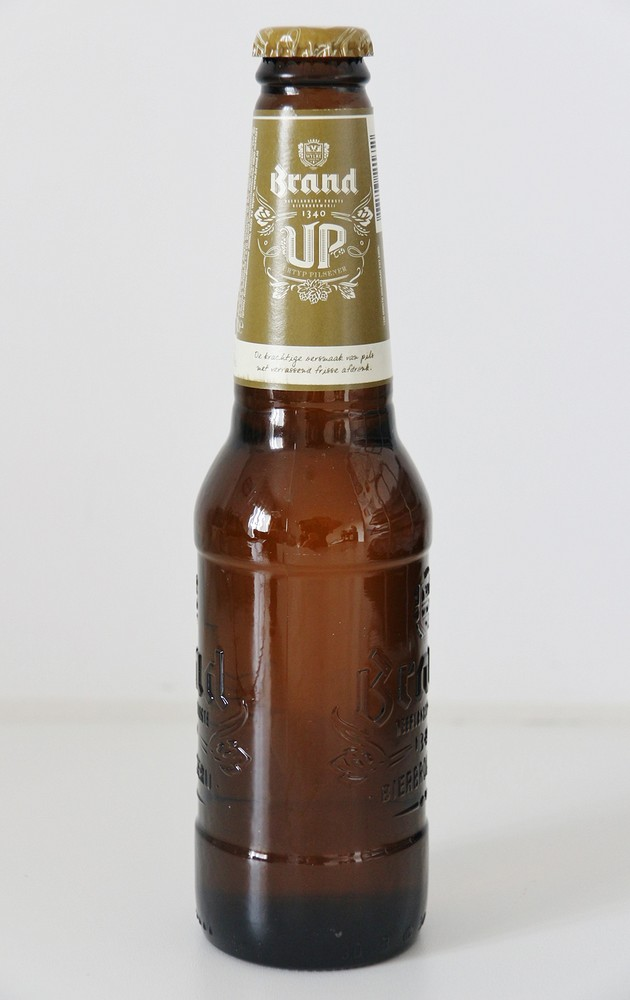
Brand UP
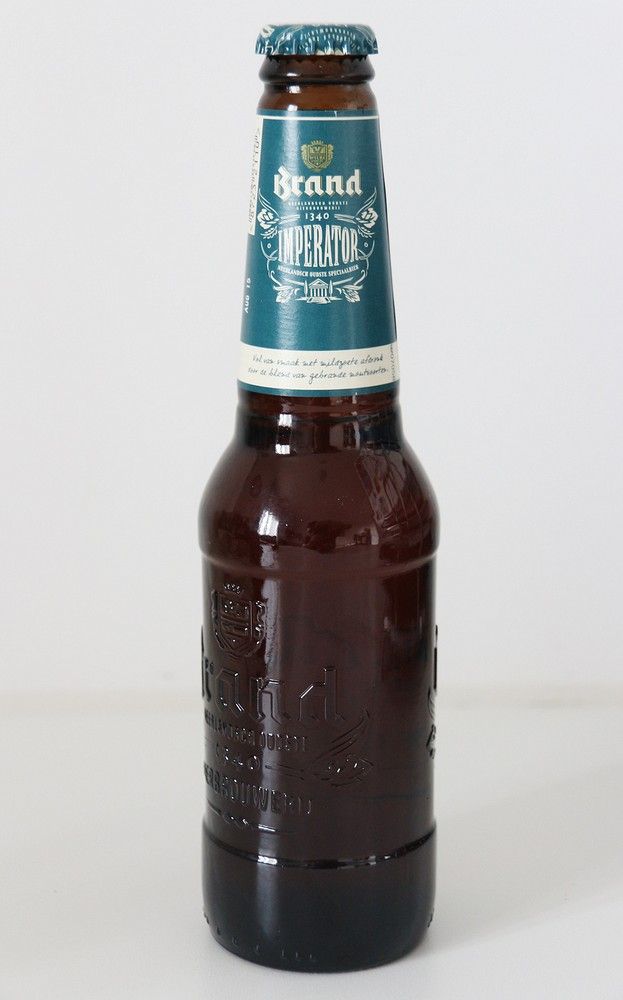
Brand Imperator
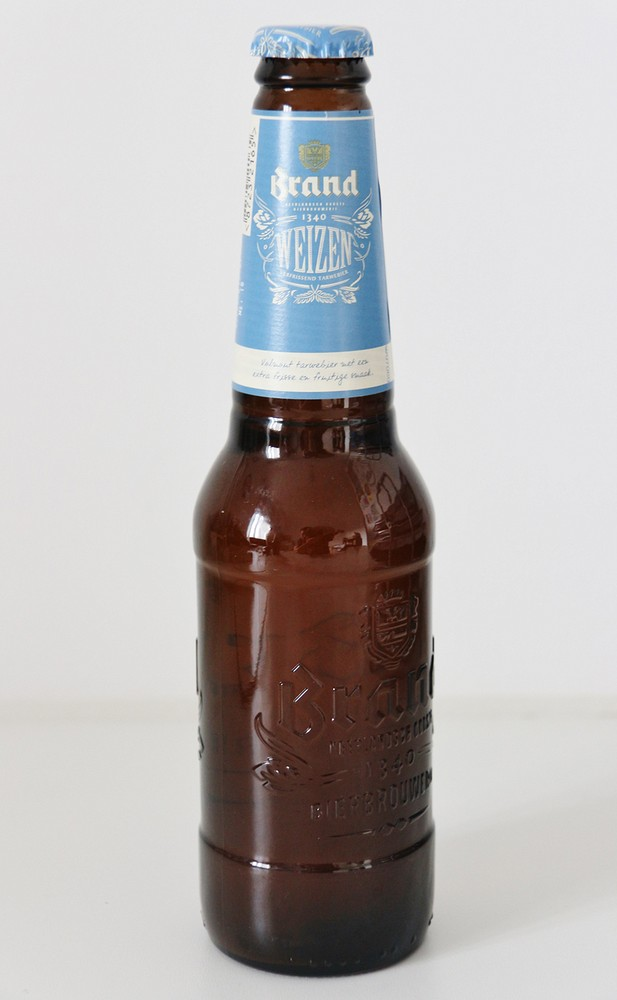
Brand Weizen
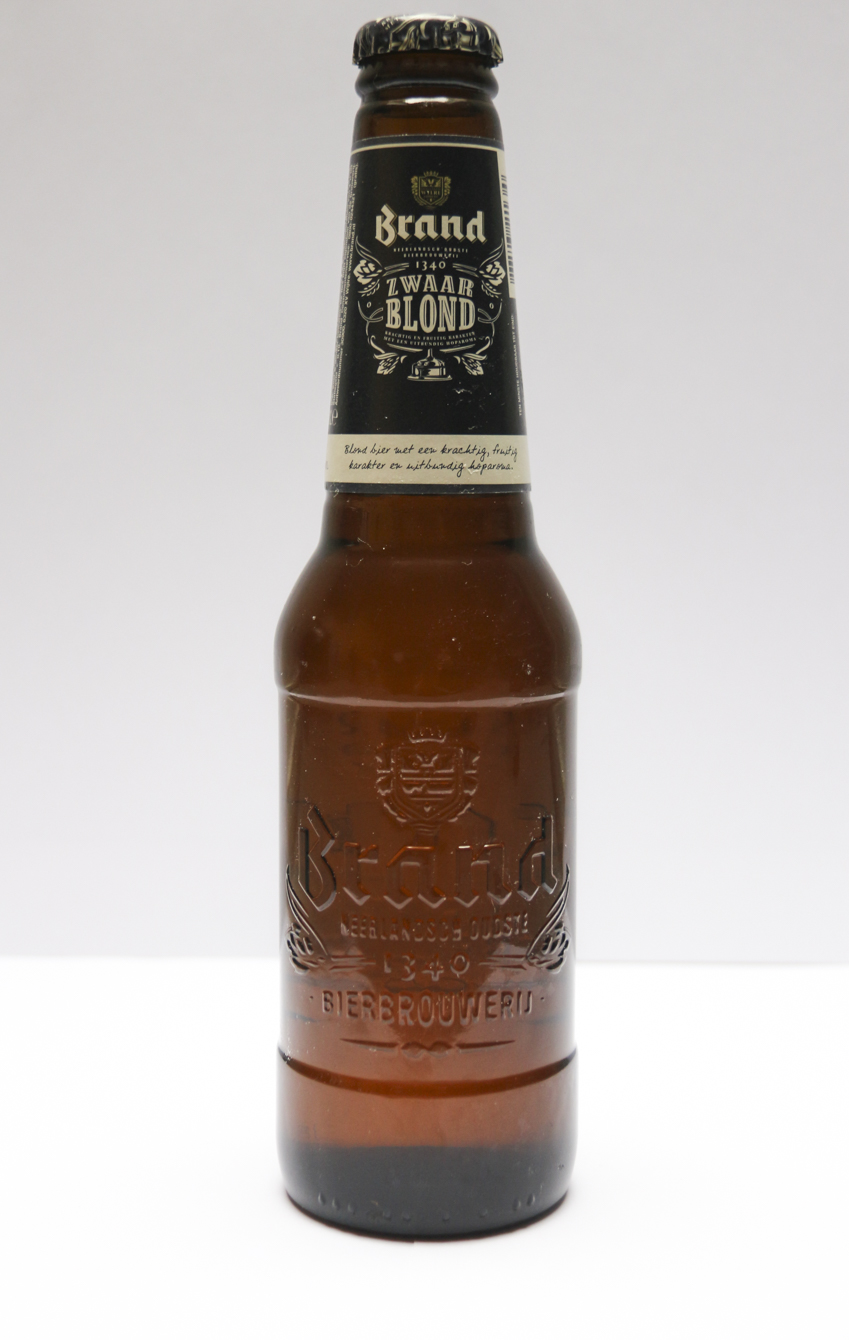
Brand Zwaar Blond
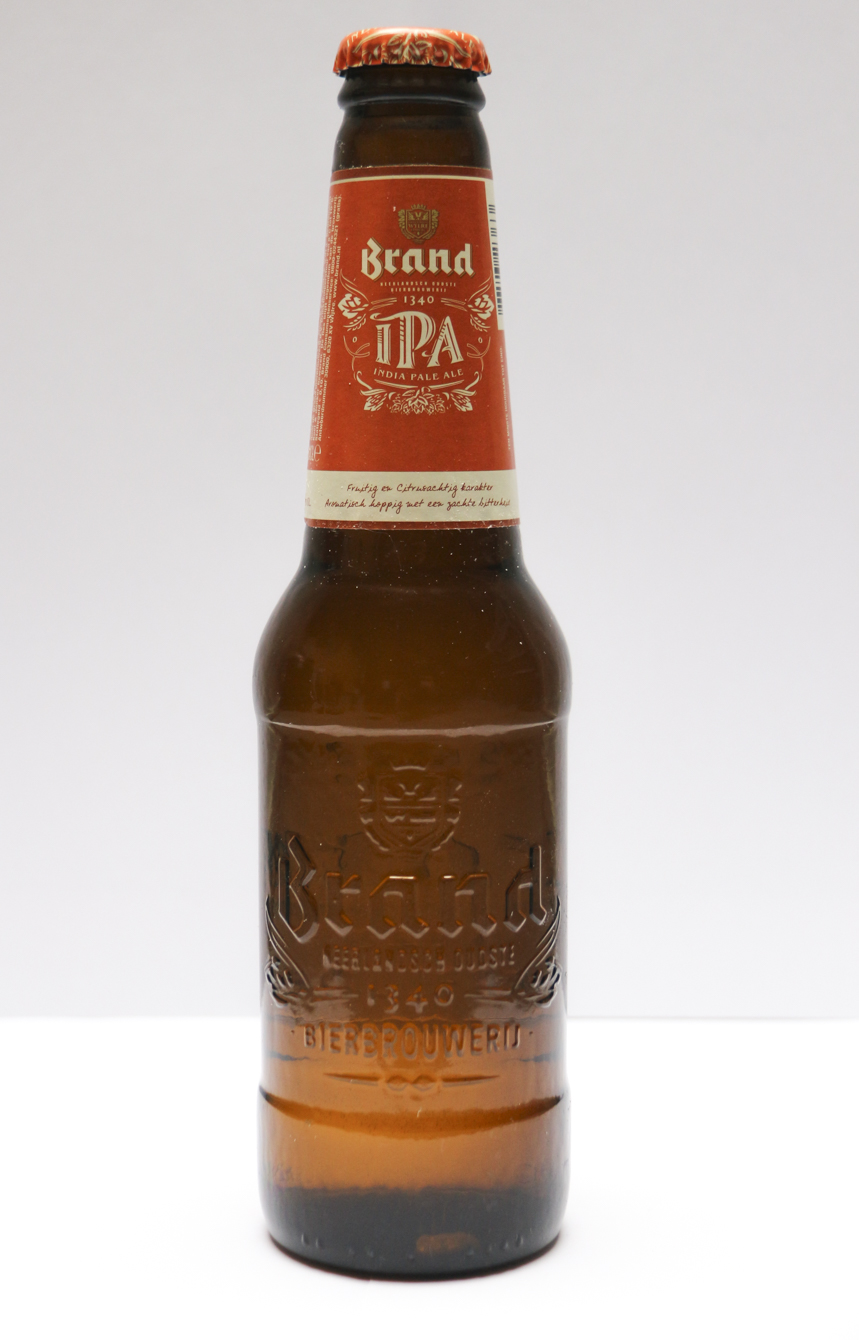
Brand IPA

### Etiket
Het wapen op de etiketten van de bierflessen, een tweekoppige adelaar met als hartschild een rode lelie, is het wapen van de voormalige gemeente Wijlre. Het toont de Duitse adelaar met als hartschild het wapen van het geslacht van Wachtendonck waarvan leden in de 17e en 18e eeuw heren van Wijlre waren en op het Kasteel Wijlre resideerden.

## 't Kelderke
In de "kelder" van de brouwerij vindt men 't Kelderke' (Limburgs voor het keldertje), het eigen proeflokaal van Brand.
Guus Brand (kleinzoon van Frederik Edmond Brand) liet bij de grote verbouwing van de brouwerij in 1937 de ruimte bouwen voor het ontvangen van gasten. In een toespraak bij de opening zei hij: ‘De brouwerij-installatie zal over 100 jaar wellicht verouderd zijn, maar het keldertje zal over 100 jaar nog getuigen van een bloeitijdperk onder de Limburgsche Kunstenaars.’
't Kelderke is de laatste jaren vooral bekend van de commercials die Brand hier heeft opgenomen en maakt deel uit van de route van de rondleiding door de brouwerij.

### Architectuur
't Kelderke is ontworpen door architect Jos Wielders uit Sittard, bekend architect van kerken en kloosters. Dit is ook zeker zichtbaar aan het exterieur van het lokaal. Zo heeft het proeflokaal de vorm van een kruis (zoals bij vele kerken), is het plafond gebouwd volgens een boogstructuur en zijn de ramen van glas in lood.

### Wandschilderingen
De wandschilderingen, met typisch Limburgse taferelen, zijn van de hand van kunstenaar Harry Koolen uit Meerssen. In het achterste gedeelte van 't Kelderke staat de productie van bier in de schilderingen centraal. Zo zijn hier brouwers te zien die houten biervaten dragen en boeren op het land die de gerst oogsten. Maar ook de 'bronk' (processie), waarin gebeden wordt voor een goede oogst.
In het centrale deel van het lokaal hebben de schilderijen te maken met de consumptie van bier (bij typisch Limburgse evenementen en plekken). Naast het dorpscafé zijn ook een schuttersfeest en de dorpskermis (waar een portret van Guus Brand in te vinden is) te zien. De grootste schildering boven de entree toont het carnaval in Maastricht. Hierop heeft Koolen ook zichzelf afgebeeld (als clown).

### Glas-in-loodramen
Henri Schoonbrood uit Maastricht ontwierp de glas-in-loodramen, waarin het genot van het bier drinken centraal staat. Naast een klein raampje in de hoek van het lokaal valt vooral het zeer grote centrale raam achterin 't Kelderke op. In het midden van dit raam is koning Cambrinus, patroon van het bier, afgebeeld. Zittend op een bierton en met een glas Brand in zijn rechterhand. Boven zijn hoofd is het wapen van Wijlre te zien. Onder hem staat op een banderole de tekst: ‘Kaart, kous en kan, maakt menig arm man, maar die het recht gebruik van deze drie ooit namen, behoefden nimmer zich voor eenige mensch te schamen’

## Foto's

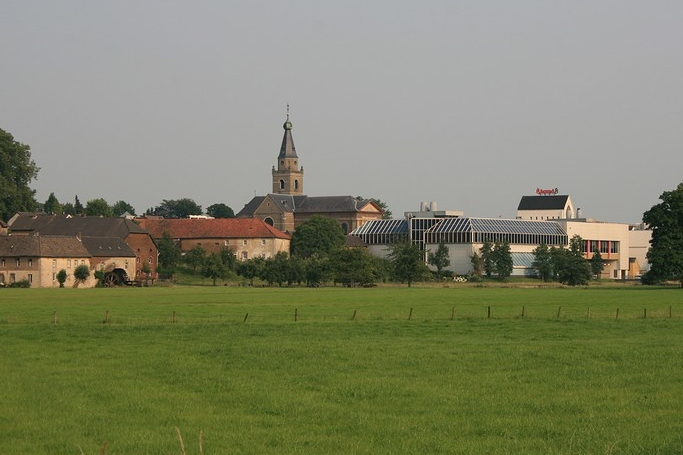
Zicht op brouwerij vanuit Stokhem
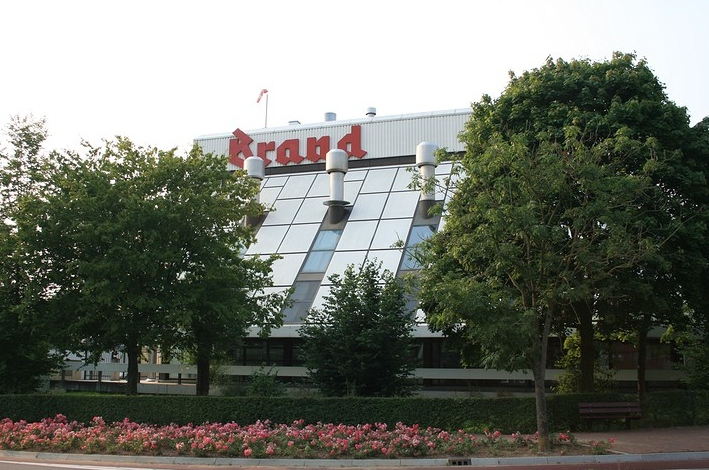
Huidige brouwhuis
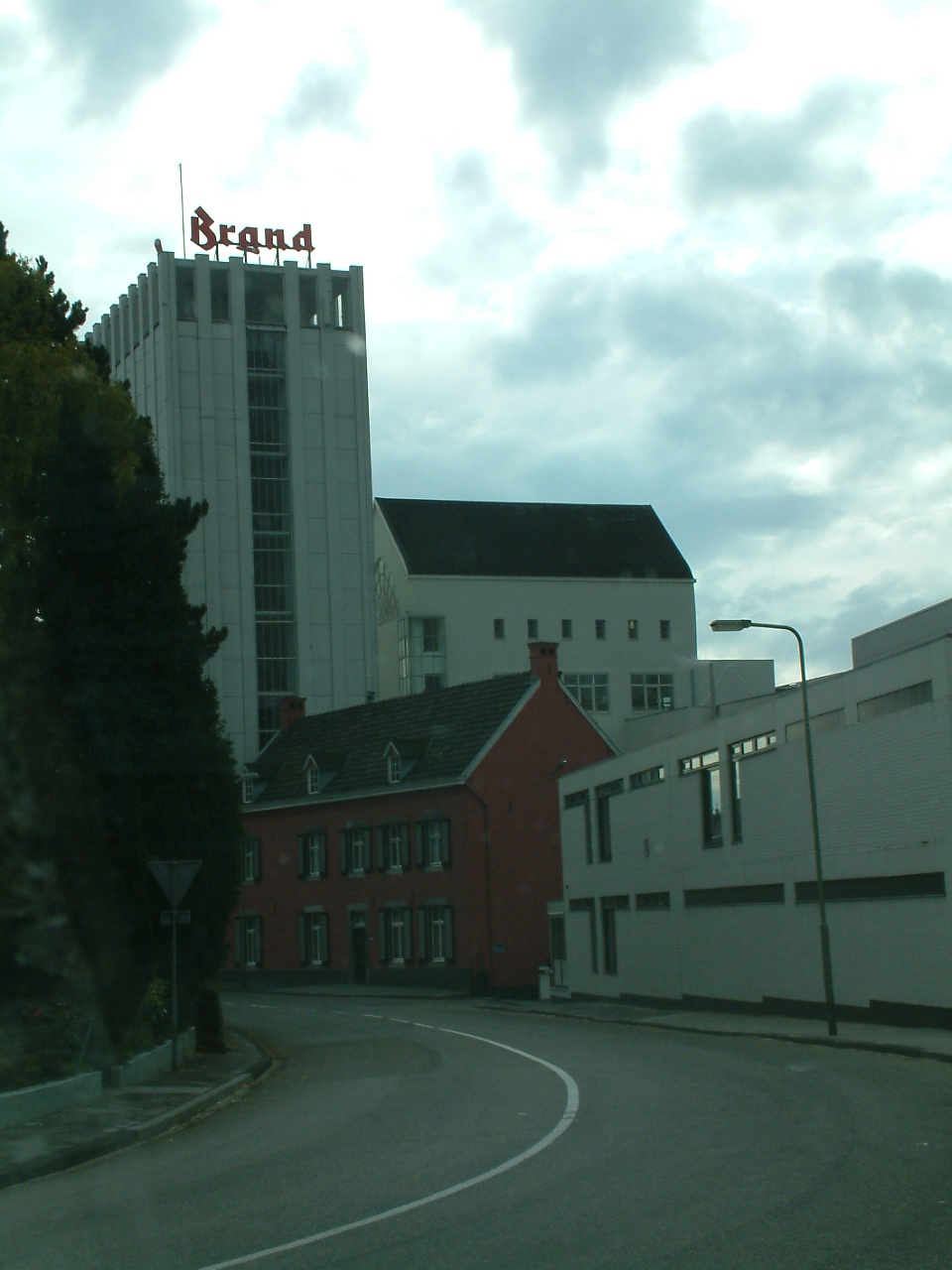
Brouwerij met de in 2006 gesloopte witte moutsilo
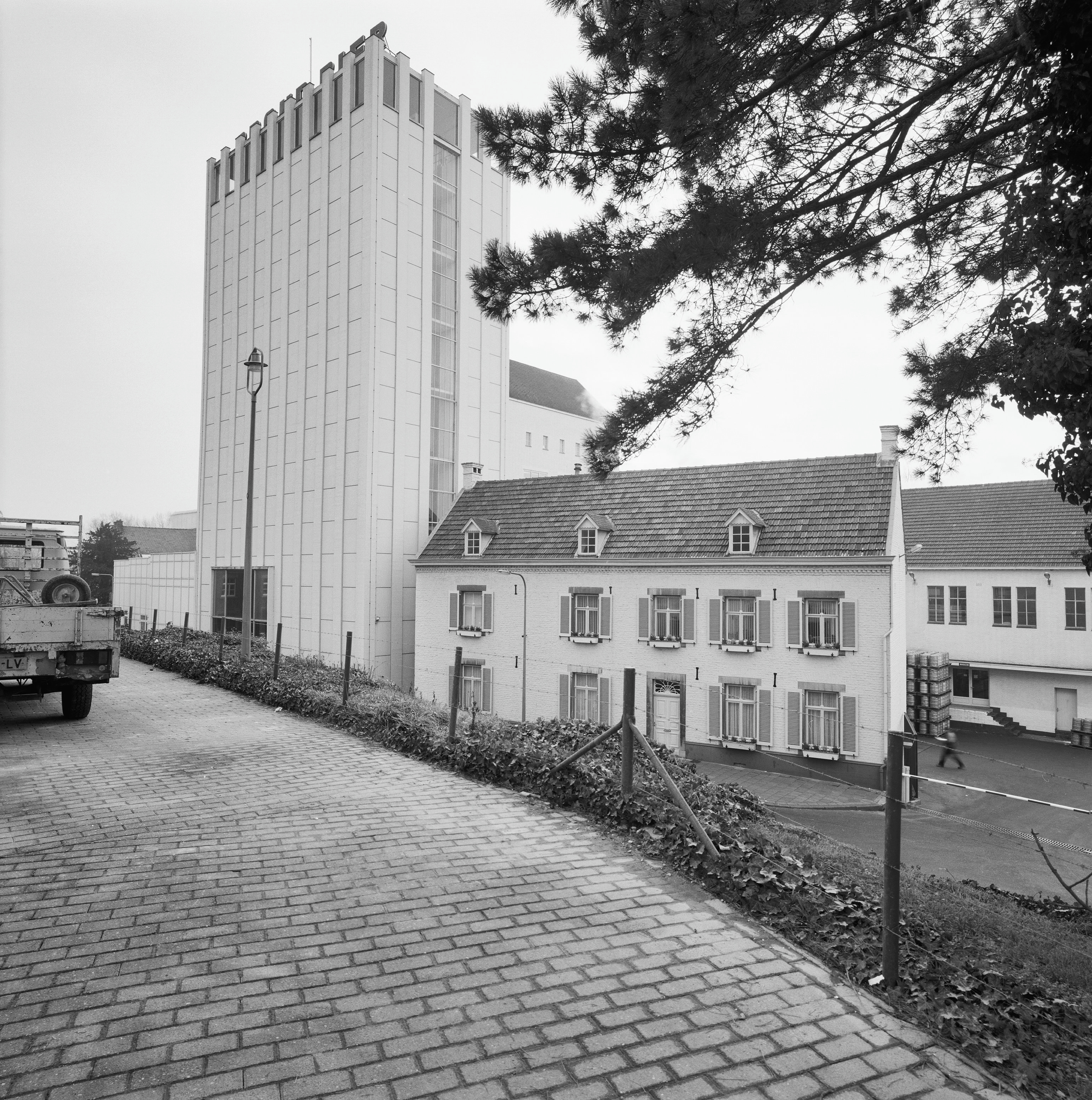
Woonhuis van de familie Brand

## Sponsoring
Brand is hoofdsponsor van popfestival Pinkpop, het Preuvenemint, de Parade, de Boetegewoëne Boetezitting in Venlo, het Terschellings Oerol Festival en vanaf 2008 de Ridderronde (wielerwedstrijd) van Maastricht. Brand schenkt ook bier bij alle thuiswedstrijden van Fortuna Sittard in het Fortuna Sittard Stadion en bij Roda JC Kerkrade in het Parkstad Limburg Stadion.